# Peso da Régua
Peso da Régua este un oraș în Districtul Vila Real, Portugalia.